# Газові прилади і пристрої
Газові прилади і пристрої — плити, котли, водонагрівачі, регулятори тиску та інше обладнання, що використовується споживачем з метою задоволення своїх потреб у природному газі.